# هيرد
جنو هيرد (بالإنجليزية: GNU Hurd)‏ هو نواة نظام تشغيل. يتكون هيرد من مجموعة من الخوادم (أو الشياطين بتعبير يونكس) التي تعمل إما فوق النوية جنو ماخ (GNU Mach) أو L4 microkernel؛ ومنهما معا (هيرد والنوية) تتكون نواة نظام التشغيل جنو. بدأ تطوير هيرد منذ عام 1990 بواسطة مشروع جنو كبرنامج حر تحت رخصة جي.بي.إل. يهدف هيرد إلى التفوق على أنوية يونكس في الوظيفة، والأمان، والثبات مع الإبقاء على التوافقية معها بشكل كبير. يتم عمل هذا بجعل هيرد يتبع مواصفات بوزيكس بينما يتجنب قيود المستخدم الإجبارية.
اللفظ "HURD" هو اختصار متداخل غير مباشر يعني "HIRD of Unix-Replacing Daemons" بينما "HIRD" هي اختصار "HURD of Interfaces Representing Depth". أيضا فإنها تلاعب بلفظة "herd of gnus" والتي تعني «قطيع النوّ» والتي تعكس كيف يعمل.

## التاريخ
بدأ تطوير نظام التشغيل جنو عام 1984 وبحلول بداية التسعينات كانت كل أجزاء النظام الرئيسية قد اكتملت ولم يتبقى سوى النواة.
بدأ تطوير هيرد عام 1990، بعد محاولة لم تكتمل لتطوير نواة لجنو مبنية على نواة المشروع البحثي Trix الذي طوره الأستاذ Steve Ward ومجموعته في معمل علوم الحاسوب بمعهد معهد ماساتشوستس للتقنية. يقول Thomas Bushnell - المهندس الأولي لهيرد - أن خطتهم المبكرة كانت تطويع نواة توزيعة برمجيات بيركلي 4.4-Lite، ثم يقول «يبدوا الآن بوضوح شديد أن هذا كان سينجح بشكل رائع وأن العالم كان سيكون مكانا مختلفا اليوم.»  على الرغم من هذا، فبسبب عدم التعاون من مبرمجي بيركلي، قرر ريتشارد ستالمان بدلا من هذا أن يستخدم النوية ماخ، والتي اتضح أنها كانت صعبة بشكل غير متوقع مما أدى إلى تقدم تطوير هيرد ببطء.
بسبب هذا البطء، فقد صارت مكونات بيئة المستخدم من جنو تستخدم مع النواة لينكس مكونة ما يعرف باسم نظام لينكس (أو جنو/لينكس).
بالرغم من إعلان ريتشارد ستالمان المتفائل في 2002  متوقعا إصدارة من جنو/هيرد، فما زالت الحاجة قائمة للمزيد من التطوير والتصميم. حتى الآن لم تصدر أي إصدارات رسمية، والنظام حاليا غير مستقر.

## وصلات خارجية
- هيرد على موقع Open Hub (الإنجليزية)
- هيرد على موقع Free Software Directory (الإنجليزية)
- صفحة برنامج هيرد  على أوبن هب